# Erycia aurifrons
Erycia aurifrons là một loài ruồi trong họ Tachinidae.